# Janganotantrik Morcha
Janganotantrik Morcha ("Folkets demokratiska front", också kallat efter sitt engelska namn People's Democratic Front) är ett politiskt parti i delstaten Tripura i nordöstra Indien. PDF bildades av Ajoy Biswas, en f.d. Lok Sabha-ledamot för CPI(M). Biswas bröt sig ur CPI(M) efter att partiet inte nominerat honom i följande parlamentsval.
PDF-splittringen påverkade CPI(M):s lärarrörelse i delstaten. Båda CPI(M):s lärarorganisationer Tripura Government Teachers Association (statliga skolor) och Tripura Teachers Association (privatskolor) delades. CPI(M)-lojalisterna kallades TGTA (H.G.B. Road) och TTA (H.G.B. Road) medan Biswas anhängare kallades TGTA (Ajoy Biswas) och TTA (Ajoy Biswas).
Biswas bröt senare med PDF och bildade Tripura Ganatantrik Manch.
PDF:s symbol är en röd fana med vit hammare och skära (samma som CPI(M):s).